# الحاكم الأعلى لكنيسة إنجلترا
الحاكم الأعلى لكنيسة إنجلترا هو لقب يحمله العاهل البريطاني والذي يدل على القيادة الاسميَّة لكنيسة إنجلترا. وعلى الرغم من أن سلطة الملك على كنيسة إنجلترا هي شرفيَّة إلى حد كبير، إلا أنَّ اللقب ذو أهمية رمزية بالنسبة للكنيسة. يُعيِّن الحاكم الأعلى رسميَّا الأعضاء رفيعي المستوى في الكنيسة بناءً على نصيحة رئيس وزراء المملكة المتحدة.
الملك في المملكة المتحدة هو رأس الكنيسة، وهو يتصرف بوصفه الحاكم الأعلى. وهناك حوالي 76 مليون من أتباع كنيسة إنجلترا، وهي تشكل جزءًا من الطائفة الأنجليكانية، ويعتبر رئيس أساقفة كانتربري المتصرف رئيسًا رمزيًا في جميع أنحاء العالم. وقد اتخذت الملكية في المملكة المتحدة لقب «حامي الإيمان» (باللاتينية: Rex Christianissimus)، اليوم الملك تشارلز الثالث تحمل لقب «حامي الإيمان» و«حامي العقيدة» والمقصود بها الإيمان المسيحي، والحاكم الأعلى للكنيسة الأنجليكانية.

## تاريخ
انفصل هنري الثامن عن الكنيسة الكاثوليكية، بسبب قضايا متعلقة بطلاقه من إحدى زوجاته، في عام 1534، ونصّب نفسه رئيسًا على كنيسة إنجلترا، وخلافًا للكثير من الانقلابات البروتستانتية الأوروبية الأخرى، فإن سبب الانفصال عن روما كان سياسيًا أكثر منه لاهوتيًا. ضمت أسرة تيودور إلى مملكتهم أرض أجدادهم أيضًا، ألا وهي ويلز، وقد تم ذلك بصورة قانونية، مع إصدار الملك قرارات عام 1535–1542. كانت هناك صراعات داخلية دينية خلال عهد بنات هنري الثامن: أنّا ماري وإليزابيث، حيث حاولت الأولى إعادة البلاد مرة أخرى إلى الكاثوليكية، في حين أن الأخيرة انفصلت عنها بقوة أشد مؤكدة تفوّق الكنيسة الأنجليكانيَّة.
قامت الملكة إليزابيث الأولى بعملين في البرلمان الإنجليزى رداً على الانقسامات الدينية التي سادت في عصر هنري الثامن، وإدوارد السادس، وماري الأولى. وقد سمى هذان العملان بثورة 1559م. حيث قامت بإعادة تأسيس الكنيسة الأنجليزية لتصبح مستقلة تماماً عن كنيسة روما، وقد منحها البرلمان لقب «الحاكم الأعلى لكنيسة انجلترا»، وسمى هذا العمل بقانون السمو أو التفوق. مع منح البرلمان المكانة العليا للملكة إليزابيث في الكنيسة الإنجليزية الجديدة، في حين حدد قانون التماثل الذي أصدرته عام 1559م، ما هو الشكل الذي يجب أن تتخذه الكنيسة الإنجليزية، بما في ذلك إعادة إنشاء كتاب الصلاة الخاص بهم. فعندما تولت الملكة إليزابيث الحكم بعد موت الملكة ماري الأولى، تزايدت التساؤلات حول الديانة التي ستتبعا كنيسة إنجلترا. حيث تم إعادة التواصل مع الكنيسة الرومانية الكاثوليكية في عهد الملكة ماري الأولى.

## كنيسة اسكتلندا
يتعهد العاهل البريطاني باحترام دستور كنيسة اسكتلندا (وهي كنيسة وطنية مشيخية)، لكنه لا يحمل منصبًا قياديًا في هذه الكنيسة. ومع ذلك، فإن الملك يعين المفوض السامي في الجمعية العامة لكنيسة اسكتلندا كممثله الشخصي.

## قائمة الحكام الأعلى
| الحاكم           | عام            |
| ---------------- | -------------- |
| هنري الثامن      | 1536–1547      |
| إدوارد السادس    | 1547–1553      |
| ليدي جين غراي    | 1553           |
| ماري الأولى      | 1553/1554–1555 |
| إليزابيث الأولى  | 1559–1603      |
| جيمس الأول       | 1603–1625      |
| تشارلز الأول     | 1625–1649      |
| تشارلز الثاني    | 1649–1685      |
| جيمس الثاني      | 1685–1688      |
| ماري الثانية     | 1689–1694      |
| ويليام الثالث    | 1689–1702      |
| آن               | 1702–1714      |
| جورج الأول       | 1714–1727      |
| جورج الثاني      | 1727–1760      |
| جورج الثالث      | 1760–1820      |
| جورج الرابع      | 1820–1830      |
| ويليام الرابع    | 1830–1837      |
| فيكتوريا         | 1837–1901      |
| إدوارد السابع    | 1901–1910      |
| جورج الخامس      | 1910–1936      |
| إدوارد الثامن    | 1936           |
| جورج السادس      | 1936–1952      |
| إليزابيث الثانية | 1952–2022      |
| تشارلز الثالث    | 2022-          |